# Grammodes somaliensis
Grammodes somaliensis là một loài bướm đêm trong họ Erebidae.